# لاري كونفر
لاري كونفر (بالإنجليزية: Larry Conover) هو لاعب كرة قدم أمريكية أمريكي، ولد في 21 مايو 1894 في اتلانتيك سيتي في الولايات المتحدة، وتوفي بنفس المكان في 4 أغسطس 1945.

## وصلات خارجية
- لاري كونفر على موقع كلية كرة السلة في سبورتس رفرنس.كوم (الإنجليزية)